# Кам'янська управа
Кам'янська управа — структурний відділ таємного Південного товариства (див. Декабристів рух в Україні). Створена у січні 1822 за рішенням першого установчого з'їзду членів Півд. товариства в Києві. К.у. (існували ще Тульчинська управа і Васильківська управа Півд. товариства) підпорядковувалася центру або директорії, до останньої було обрано полковника П.Пестеля і генерал-ад'ютанта О.Юшневського. К.у. налічувала більше 10 осіб. Її очолювали відставний полковник В.Давидов і генерал-майор, князь С.Волконський, які, відповідно 1819 і 1820, стали членами «Союзу благоденства». Вони поділяли таємну частину програми Союзу про підготовку революційного перевороту в Російській імперії, який мав би сприяти якнайшвидшому введенню в Росії республіканського правління і знищення кріпосного права. Кам'янка стала центром управи, бо тут у маєтку своїх батьків на правах власника трьох економій з селами і кріпосними жив її керівник — полковник В.Давидов, який на той час пішов у відставку, мав будинок у Києві й тісні стосунки з військовими та заможними дворянськими родами в Україні й Санкт-Петербурзі (зокрема, мав родинні зв'язки з членами управи С.Волконським, В.Лихарєвим і братами Й.Поджіо та О.Поджіо). У своєму маєтку В.Давидов практикував моральні принципи програм масонських лож (див. Масонство) і декабризму — час від часу зменшував відробітки і податки; для селян влаштував лікарню.
Князь С.Волконський, дружина якого Марія Волконська (до шлюбу Раєвська) проживала неподалік Кам'янки в маєтку своїх батьків, служив командиром піхотного полку 2-ї армії.
К.у. проводила зібрання з метою вироблення програми Пд. товариства, редакції т. зв. конституції «Руська Правда». Тут обговорювалося і 1823 одноголосно було прийняте найрадикальніше рішення всієї орг-ції — підготовка повстання і знищення імператорської сім'ї. Управа самостійно здійснювала відбір нових членів орг-ції, в основному з числа військових, які поділяли вимоги програми Пд. товариства (респ. правління, ліквідація монархії, кріпосного права, переділ поміщицької і общинної землі), були надійними і виявляли співчуття до бідних. За час діяльності Управи її керівники особисто прийняли до орг-ції по 4 нових кандидати.
В.Давидову було доручено розгорнути справу орг-ції у пд. військових поселеннях. Командуючим воєнними поселеннями в Херсон. та Катеринослав. губерніях був генерал граф І.Вітт, він мав службове доручення вести «охоронний нагляд за південним краєм Росії». Дізнавшись про Управу, він направив до неї провокатора О.Бошняка, той через члена орг-ції підпоручика В.Лихарєва (до 1820 був ад'ютантом у І.Вітта), вступив до товариства й почав перемовини про вступ у члени
товариства самого І.Вітта. В.Давидов на таку пропозицію зреагував негативно, але роздобута О.Бошняком інформація про орг-цію та її головних членів невдовзі була передана імп. Олександру І.
1821 Кам'янку відвідав висланий на пд. О.Пушкін (після гостин у В.Давидова він присвятив йому свої нові вірші; дещо пізніше все це стало приводом для направлення для нагляду за поетом в с. Михайловське О.Бошняка).
Керівники К.у. не підтримали у вирішальний момент пропозиції О.Поджіо, що була передана їм листом через члена Управи підполковника О.Єнтальцева (він володів селом поблизу маєтку В.Давидова) звільнити П.Пестеля з-під арешту й виступити з 19-ю д-зією П.Пестеля та можливим контингентом військ від Васильківської управи на чолі з С.Муравйовим-Апостолом і захопити штаб 2-ї армії в Тульчині. Підполковник О.Єнтальцев пропонував також іти з кінною артилер. ротою у військ. поселення. Однак заарештований П.Пестель, зустрівшись з кн. С.Волконським, передав інформацію про донос капітана А.Майбороди, дав наказ заховати «Руську Правду» і висловив думку про недоцільність піднімати війська на повстання без згоди Пн. товариства.
Основні відомості про діяльність К.у. — це матеріали слідчої справи по ній та ціла низка доносів, а також спогади її членів і близьких до них людей. Документи самої К.у. були знищені після арешту Пестеля і поразки повстання 26(14) грудня 1825 в С.-Петербурзі. За наказом імп. Миколи I від 6 січ. 1826 (25 груд. 1825 за ст. ст.) члени К.у. були заарештовані й доправлені в столицю.